# Cermes
Cermes (Tscherms in tedesco) è un comune italiano di 1 623 abitanti della provincia autonoma di Bolzano in Trentino-Alto Adige. Appartiene alla comunità comprensoriale del Burgraviato.

## Origini del nome
Il toponimo deriva probabilmente dal patronimico *Cerus o *Cerius o da cembra, nome latino di origine preromana del pino cembro. Vi sono attestate le forme Cerones nell'857, Schirmis nel 1153, Sermis nel 1182 e Tscherms nel 1380.

## Storia
Il Castel Lebenberg (Schloss Lebenberg) fu costruito nel XIII secolo dai Signori di Marlengo e nel 1426 è venuto in possesso dei Signori Fuchs von Fuchsberg. La cappella del castello, a tre piani, è stata realizzata nel XIV secolo.

### Simboli
È l'insegna dei signori di Fuchsberg  (Fuchs = "volpe", Berg = "monte") feudatari del villaggio dal 1427 al 1832. Lo stemma è stato adottato nel 1966.

## Monumenti e luoghi d'interesse

### Architetture religiose
- Chiesa dei Santi Sebastiano e Nicolò

### Architetture militari
- Castel Lebenberg - Schloss Lebenberg: del XIII secolo, aperto al pubblico con possibilità di visite guidate.

### Altro
- Labyrinthgarten Weingut Kränzel o Kränzlhof - una tenuta vinicola medievale con un giardino labirinto, proprietà dei conti Pfeil e dal 2011 luogo di un Art Festival.[8]

## Società

### Ripartizione linguistica
La sua popolazione è in maggioranza di madrelingua tedesca:
| %      | Ripartizione linguistica (gruppi principali) |
| ------ | -------------------------------------------- |
| 93,88% | madrelingua tedesca                          |
| 5,97%  | madrelingua italiana                         |
| 0,15%  | madrelingua ladina                           |

### Evoluzione demografica
Abitanti censiti

## Economia

### Artigianato
Per quanto riguarda l'artigianato, importante e rinomata è la produzione di mobili in legno, oltre all'attività di bottaio.

## Infrastrutture e trasporti
Il paese è attraversato dalla Strada statale 238 delle Palade. Dal 1906 fino al 1950 era servito dalla tranvia Lana-Merano.

## Amministrazione
| Periodo | Periodo | Primo cittadino   | Partito | Carica  | Note |
| ------- | ------- | ----------------- | ------- | ------- | ---- |
| 2005    | 2010    | Karl Huber        | SVP     | Sindaco |      |
| 2010    | 2020    | Roland Pernthaler | SVP     | Sindaco |      |
| 2020    |         | Astrid Kuprian    | SVP     | Sindaco |      |

## Sport

### Calcio
La principale squadra di calcio della città è l'A.S.V. Tscherms che milita nel girone A bolzanino di 2ª Categoria.